# Fania Oz-Salzberger

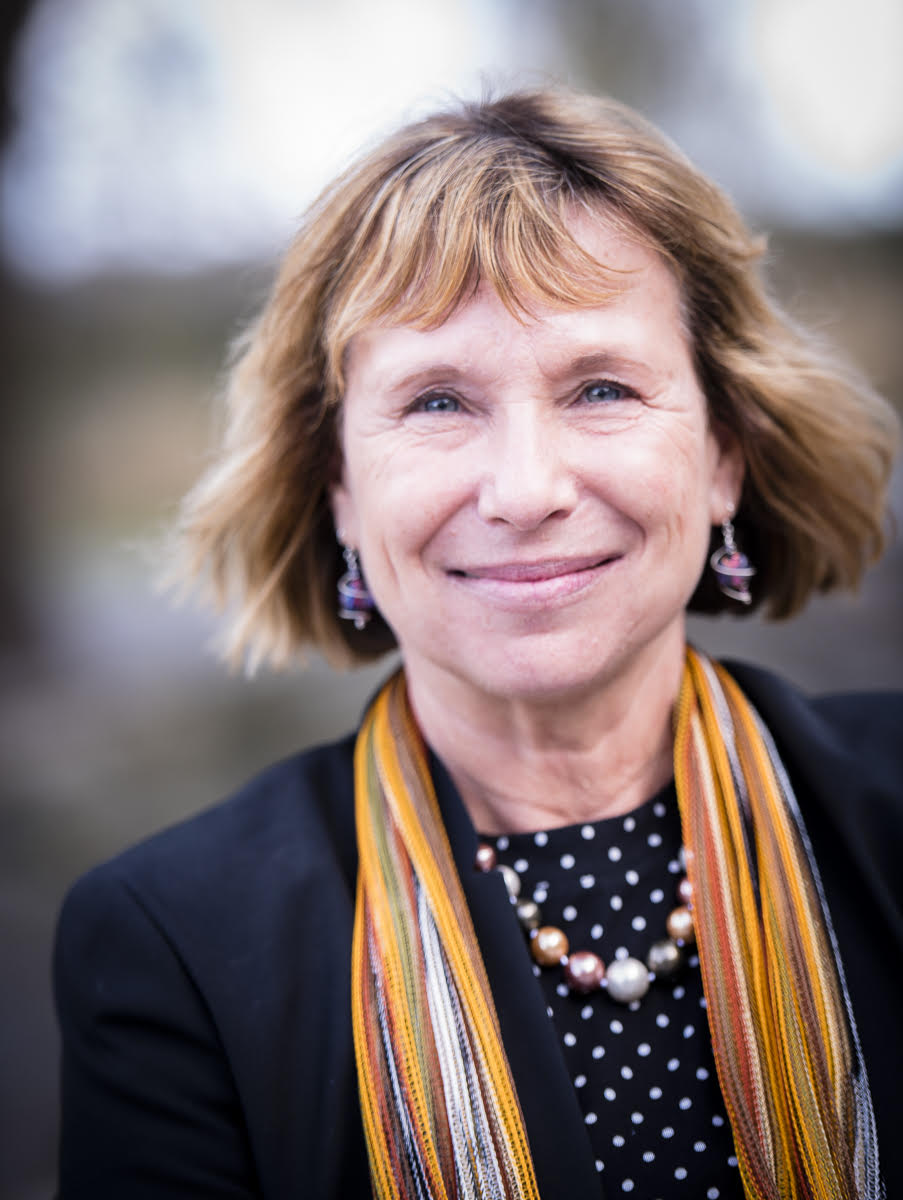
Fania Oz-Salzberger (2016)

Fania Oz-Salzberger; hebräisch פניה עוז-זלצברגר (geboren als Fania Oz, 28. Oktober 1960 in Chulda, Israel) ist eine israelische Historikerin. Seit dem Jahr 2009 ist sie Professorin für Geschichte an der Universität Haifa. Ihr Schwerpunkt ist die Ideengeschichte.

## Leben
Fania Oz ist die erste Tochter des Schriftstellers Amos Oz und von Nily Oz, geborene Zuckerman. Sie kam im Kibbuz Chulda zwischen Tel Aviv und Jerusalem zur Welt und hat die jüngere Schwester Galia Oz. Nach dem Studium der Geschichte und Philosophie an den Universitäten Tel Aviv und Oxford, mit Ph.D. unter der Leitung von Isaiah Berlin, arbeitete sie ab 1990 drei Jahre lang am Wolfson College in Oxford. Danach unterrichtete sie an der juristischen Fakultät der Universität Haifa, wo sie im Jahr 2009 schließlich zur Professorin ernannt wurde.
Ihr Buch Israelis in Berlin aus dem Jahr 2001 und ihre Rede an der Universität Heidelberg aus dem Jahr 2003 mit dem Titel Heidelberg's Hope machten sie zudem auch einem deutschsprachigen Publikum bekannt. 2012 veröffentlichte sie das mit ihrem Vater geschriebene Juden und Worte bei Yale University Press, die deutsche Übersetzung erschien im Jahr darauf.
Am 30. Dezember 2018 hielt sie die Grabrede an der Beerdigung ihres Vaters in Tel Aviv. Ab den 2010er Jahren hatte Galia Oz den Kontakt zuerst zum Vater und dann zum Rest der Familie abgebrochen. Den Anschuldigungen Galia Oz’ gegen den Vater Amos Oz, veröffentlicht im Buch Etwas, das als Liebe getarnt ist (hebr. transkribiert Davar sche mithapes le ahava) von Februar 2021, hat Fania Oz-Salzberger widersprochen, sie habe den Vater als emotional zugänglich und liebevoll erlebt.
Fania Oz-Salzberger ist in der israelischen Pro-Demokratie-Protestbewegung aktiv. Sie ist mit dem Rechtswissenschaftler Eli Salzberger verheiratet, mit dem sie zwei Kinder hat.

## Positionen
Fania Oz-Salzberger bezeichnete sich in einem Artikel in der Zeitschrift Moment Magazine im Januar 2024 als eine „humanistische Zionistin“. Nach der Definition, die sie dafür anbietet, entspricht dies etwa dem, was im englischsprachigen Diskurs häufig als Liberal Zionism bezeichnet wird. Sie verwendet auch die Bezeichnung „gemäßigter Zionismus“. Unter den Prämissen des „humanistischen Zionismus“ will sie weiterhin am Zionismus festhalten.  
Sie glaubt nicht mehr an die Ein-Staat-Lösung, wohl hält sie aber daran fest, dass die Zwei-Staaten-Lösung der richtige Weg ist.
Zum Gaza-Krieg, der dem Terrorangriff der Hamas am 7. Oktober 2023 folgte, sagte Oz-Salzberger, dass die israelische Regierung die Lage so schlecht gehandhabt habe, dass sie die enorme internationale Unterstützung verspielt habe, die Israel unmittelbar nach dem Massaker hatte. Die Fehler des Premiers Benjamin Netanjahu in den folgenden Monaten haben einen Tsunami neuer Israel-Hasser geschaffen. Sie betont, dass viele Israelis erst nach einiger Zeit die moralischen Implikationen des Krieges in Gaza realisiert haben und die aktuelle Regierung, vor allem unter Netanjahu, als kriminell betrachten. Dennoch sieht sie Hoffnung in einem zukünftigen Friedensprozess mit Unterstützung des Westens und betont die Bedeutung der Zweistaatenlösung. Eine Einstaatlösung betrachtete sie 2024 auf Generationen für nicht durchführbar. Gleichzeitig kritisiert sie die internationale Gemeinschaft, insbesondere die Vereinten Nationen, als ineffektiv.

## Auszeichnungen
- Oz-Salzberger erhielt mehrere Auszeichnungen, darunter 2021 das Bundesverdienstkreuz in Deutschland.[4]

## Veröffentlichungen (Auswahl)
- Translating the Enlightenment. Scottish civic discourse in eighteenth century Germany. Clarendon Press, Oxford 1995, ISBN 0-19-820519-8.
- mit Amos Oz: Juden und Worte. Jüdischer Verlag, Berlin 2013, ISBN 978-3-633-54268-0.
- Israelis in Berlin. Aus dem Hebräischen von Ruth Achlama, Jüdischer Verlag im Suhrkamp Verlag, Berlin 2016, ISBN 978-3-633-24117-0 (zuerst 2001).
- Deutschland und Israel nach dem 7. Oktober. Aus dem Englischen von Michael Bischoff, Suhrkamp, Berlin 2024, ISBN 978-3-518-47496-9.